# Maurice Geldhof
Maurice Geldhof (Slypskapelle, 22 oktober 1905 - Wevelgem, 26 april 1970) was een Belgisch wielrenner. Zijn bijnaam was Pupe Visch. Hij was beroepsrenner van 1927 tot 1929. Geldhof won in de Ronde van Frankrijk 1927 de etappe naar Belfort en eindigde als tiende in de eindrangschikking.

## Belangrijkste overwinningen
1927
- Marseille-Lyon
- Bordeaux-Toulouse
- 19e etappe Ronde van Frankrijk

## Resultaten in voornaamste wedstrijden
| Jaar | Ronde van Italië | Ronde van Frankrijk | Ronde van Spanje |
| ---- | ---------------- | ------------------- | ---------------- |
| 1927 |                  | 10e (1)             |                  |
| 1928 |                  | opgave              |                  |
| 1929 |                  | opgave              |                  |

| Jaar | Ronde van Vlaanderen | Parijs-Roubaix | Parijs-Tours |
| ---- | -------------------- | -------------- | ------------ |
| 1927 | 22e                  | 55e            | 14e          |
| 1928 |                      | 39e            | 31e          |
| 1929 |                      | 17e            | 37e          |